# Templo de la Fraternidad Rosacruz
El Templo de la Fraternidad Rosacruz (en inglés: Rosicrucian Fellowship Temple) o Monte Ecclesia es un templo histórico afiliado a la Fraternidad Rosacruz ubicado en Oceanside, California.  El Templo de la Fraternidad Rosacruz se encuentra inscrito como un Distrito Histórico en el Registro Nacional de Lugares Históricos desde el 07 de abril de 1995.

## Ubicación
El Templo de la Fraternidad Rosacruz se encuentra dentro del condado de San Diego en las coordenadas geográficas: 33°12′36″N 117°21′30″O / 33.21, -117.358333.